# Pilea flexuosa
Pilea flexuosa är en nässelväxtart som beskrevs av Hugh Algernon Weddell. Pilea flexuosa ingår i släktet pileor, och familjen nässelväxter. Inga underarter finns listade i Catalogue of Life.